# 젠킨스 (소프트웨어)
젠킨스(Jenkins)는 소프트웨어 개발 시 지속적 통합(continuous integration) 서비스를 제공하는 툴이다. 다수의 개발자들이 하나의 프로그램을 개발할 때 버전 충돌을 방지하기 위해 각자 작업한 내용을 공유 영역에 있는 Git등의 저장소에 빈번히 업로드함으로써 지속적 통합이 가능하도록 해 준다. MIT 라이선스를 따른다.
젠킨스는 오라클과의 분쟁 이후 허드슨으로부터 분기되었다.

## 역사
젠킨스는 원래 허드슨 프로젝트로 개발되었다. 허드슨의 개발은 2004년 여름에 썬 마이크로시스템즈에서 시작되었다. 2005년 2월에 java.net에 처음 출시되었다.

## 같이 보기
- 지속적 통합